# Curtiss Falcon
Le Curtiss Falcon est un avion militaire de l'entre-deux-guerres qui a servi dans l'United States Army Air Corps et l'United States Navy dans divers rôles, notamment l'observation et le bombardement.

## Conception
Vers 1928, on avait pris la décision de doter l'aviation embarquée de chasseurs biplaces. En théorie, l'idée était d'accroître le rayon d'action de ces avions de combat, et à cette fin de faire place à un second membre d'équipage susceptible de prendre la relève du pilote, de s'occuper de la navigation et des transmissions radio. Le choix de la marine américaine se porta sur le Curtiss Falcon (A-3 dans sa version attaque au sol, O-1 dans sa version d'observation), alors en service dans l'armée de terre, et adaptant cet appareil bien connu à l'usage naval. La modification la plus importante fut l'installation du moteur Pratt & Whitney R-1340 Wasp déjà bien au point. L'aile en flèche caractéristique donnait au Falcon un aspect élancé qui semblait inciter au piqué. Le Curtiss Falcon ainsi modifié, désigné F8C-1 par l'US Navy, fut livré en 1928 à l'United States Marine Corps.

## Engagements
Les F8C furent envoyés au Nicaragua et en Chine. Dans ces pays, ils furent appelés à remplir des missions très variées : chasse, bombardement en piqué, évacuation aérienne et observation. 

## Variantes
F8C-4 : Pendant leur service au Nicaragua, ces avions participèrent aux premiers essais de bombardement en piqué. Afin d'utiliser pleinement leurs aptitudes en ce domaine, les versions ultérieures subirent maintes modifications, dont une destinée à permettre le transport d'une bombe de 225 kg sous le fuselage, ou deux bombes de 52 kg sous chaque aile. Ces F8C-4 ont été surnommés Helldiver (plongeur de l'enfer). Ce nom devait rester en usage bien après la fin du F8C, pour les avions Curtiss spécialisés dans le bombardement en piqué (code US Navy : SB pour Scout Bomber) : le biplan SBC et le monoplan SB2C qui participera à la Seconde Guerre mondiale.

## Opérateurs
États-Unis
- United States Army Air Corps
- United States Marine Corps
- United States Navy